# Conoeca zonarcha
Conoeca zonarcha är en fjärilsart som beskrevs av Edward Meyrick 1893. Conoeca zonarcha ingår i släktet Conoeca och familjen säckspinnare. Inga underarter finns listade i Catalogue of Life.